# Lucas Zolgar

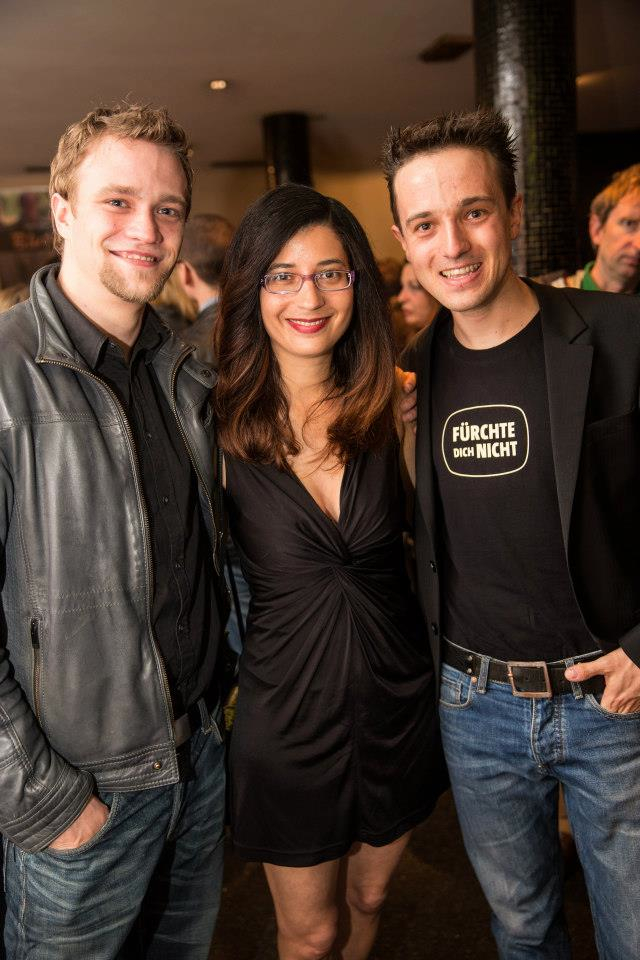
Lucas Zolgar (rechts) mit Michael Steinocher und Laila Alina Reischer (Mai 2013)

Lucas Zolgar (* 10. November 1984 in Klagenfurt am Wörthersee, Kärnten) ist ein österreichischer Schauspieler.

## Leben
Zolgar begann seine Schauspieler-Laufbahn als Jungdarsteller in Wien. Sein Filmdebüt hatte er 2002 in Xaver Schwarzenbergers Andreas Hofer – Die Freiheit des Adlers. An der Seite von Sophie Rois und Josef Bierbichler spielte er eine Nebenrolle in Ina Weisses Spielfilm Der Architekt. In der ORF-Fernsehserie SOKO Donau stellte er den Nierenkranken Tim dar und wirkte in einer Folge von Aktenzeichen XY mit. 2012 arbeitete Zolgar erneut mit Schwarzenberger in dessen Tim-Parks-Verfilmung Stille.
Zolgar lebt heute in Dölsach in Osttirol.

## Filmografie
- 2002: Andreas Hofer – Die Freiheit des Adlers (Regie: Xaver Schwarzenberger)
- 2003: Schwabenkinder (Regie: Jo Baier)
- 2008: Der Architekt (Regie: Ina Weisse)
- 2008: Tatort – Granit (TV-Reihe)
- 2009: SOKO Wien – Wettlauf mit dem Tod (Fernsehfilm)
- 2012: Stille (Regie: Xaver Schwarzenberger)
- 2013: Der stille Berg  (Regie: Ernst Gossner)

## Weblink
- Lucas Zolgar bei IMDb